# Ferrouranio
Il ferrouranio, chiamato anche ferro-uranio, è una ferrolega, una lega di ferro e uranio o meglio, a partire dalla seconda guerra mondiale, di ferro e uranio impoverito.

## Composizione e proprietà
Il ferrouranio può contenere circa il 35-50% di uranio e l'1,5–4,0% di carbonio. Sono stati identificati almeno due composti intermetallici di ferro e uranio: U6Fe e UFe2. La percentuale di uranio in questi composti ne cambia drasticamente il punto di fusione, infatti UFe2 fonde a 1230 °C mentre U6Fe a 805 °C; il punto di fusione di una miscela di entrambi può scendere fino a 725 °C, mentre una miscela di ferro e UFe2 può avere un punto di fusione di 1055 °C. Poiché il ferrouranio si scioglie facilmente negli acidi minerali, la sua analisi chimica non è problematica.

## Uso
I primi usi del ferrouranio risalirebbero al 1897, quando il governo francese tentò di usarlo per fabbricare cannoni. In seguito è stato usato come disossidante (più potente del ferrovanadio), per denitrogenizzare l'acciaio, per formare carburi e come elemento di lega. Nelle leghe ferrose, l'uranio aumenta il limite di elasticità e il carico di rottura. Negli acciai super rapidi, è stato utilizzato per aumentare la tenacità e la resistenza in quantità comprese tra lo 0,05 e il 5%. Gli acciai legati all'uranio possono essere utilizzati a temperature molto basse; le leghe di nichel-uranio sono resistenti anche a sostanze chimiche molto aggressive, inclusa l'acqua regia.
Queste leghe non hanno avuto successo commerciale nel lungo termine. Tuttavia, durante la prima guerra mondiale e subito dopo, gli acciai drogati con uranio furono usati per gli utensili e grandi quantità di ferrouranio furono prodotte tra il 1914 e il 1916.